# شاسوار عبد الواحد
شاسوار عبد الواحد قادر إبراهيم هو رجل أعمال وإعلامي وسياسي عراقي كردي، مؤسس لقناة إن آر تي، والرئيس الفخري لنادي السليمانية.
عرف عنه معارضته لحكومة إقليم كردستان، كما عارض إقامة استفتاء انفصال كردستان عن العراق في 25 أيلول 2017 وتزعم حراكا اسمه «لا في هذا الوقت» (بالكردية: نەخێر لە ئێستادا)‏.
وفي 1 تشرين الأول 2017، أعلن في مؤتمر صحفي بمدينة السليمانية، تأسيس كيان جديد للمشاركة بقائمة انتخابية في دورة الانتخابات المقبلة يحمل اسم “الجيل الجديد” (بالكردية: نەوەی نوێ)‏.
اعتقل في أحداث مظاهرات كردستان في كانون الأول 2017 وأغلقت قناته.
من مشاريعه الاستثمارية القرية الألمانية وچاڤي لاند في السليمانية، وقد أعلن عن بيعها في تشرين الثاني 2017 إن آر تي.
أخته سروة عبد الواحد عضو في مجلس النواب العراقي عن حركة التغيير الكردية.